# Aecom
AECOM er en amerikansk multinational infrastrukturkonsulentvirksomhed med ca. 51,000 ansatte. Fra 1990 til 2015 var virksomheden kendt som AECOM Technology Corporation. Virksomheden er børsnoteret på New York Stock Exchange under symbolet ACM.